# Première circonscription du Gers
La première circonscription du Gers est l'une des deux circonscriptions législatives françaises que compte le département du Gers (32) situé en région Occitanie.

## Description géographique et démographique

### De 1958 à 1986
La première circonscription du Gers était composée de :
- canton d'Aignan
- canton d'Auch-Nord
- canton d'Auch-Sud
- canton de Jegun
- canton de Lombez
- canton de Marciac
- canton de Masseube
- canton de Miélan
- canton de Mirande
- canton de Montesquiou
- canton de Plaisance
- canton de Riscle
- canton de Samatan
- canton de Saramon
- canton de Vic-Fezensac

(source : Journal Officiel du 13-14 octobre 1958).

### Depuis 1988
La première circonscription du Gers est délimitée par le découpage électoral de la loi no 86-1197 du 24 novembre 1986
, elle regroupe les divisions administratives suivantes :
- Canton d'Aignan,
- Canton d'Auch-Nord-Est,
- Canton d'Auch-Nord-Ouest,
- Canton d'Auch-Sud-Est-Seissan,
- Canton d'Auch-Sud-Ouest,
- Canton de Lombez,
- Canton de Marciac,
- Canton de Masseube,
- Canton de Miélan,
- Canton de Mirande,
- Canton de Montesquiou,
- Canton de Nogaro,
- Canton de Plaisance,
- Canton de Riscle,
- Canton de Samatan,
- Canton de Saramon.

D'après le recensement général de la population en 1999, réalisé par l'Institut national de la statistique et des études économiques, la population totale de cette circonscription est estimée à 90 434 habitants,.

## Historique des députations
| Législature | Début de mandat | Fin de mandat  | Député              | Parti politique | Observations |
| ----------- | --------------- | -------------- | ------------------- | --------------- | --- |
| VIIIe       | 2 avril 1986    | 14 mai 1988    | Jean Laborde        | PS              | Maire d'Auch Proportionnelle par département, pas de député par circonscription. Mandat écourté à la suite d'une dissolution parlementaire décidée par François Mitterrand. |
| IXe         | 23 juin 1988    | 1er avril 1993 | Jean Laborde        | PS              | Maire d'Auch |
| Xe          | 2 avril 1993    | 21 avril 1997  | Yves Rispat,        | RPR,            | Maire de Lupiac Conseiller général du canton d'Aignan Mandat écourté à la suite d'une dissolution parlementaire décidée par Jacques Chirac.                                 |
| XIe         | 12 juin 1997    | 18 juin 2002   | Claude Desbons,     | PS,             | Maire d'Auch Conseiller Général du canton d'Auch sud est |
| XIIe        | 19 juin 2002    | 19 juin 2007   | Philippe Martin,    | PS,             | Président du Conseil Général |
| XIIIe       | 20 juin 2007    | 19 juin 2012   | Philippe Martin,    | PS,             | Président du Conseil Général |
| XIVe        | 20 juin 2012    | 20 juin 2017   | Philippe Martin     | PS              | Président du Conseil Général Ministre de la transition écologique (2013-2014)                                                                                               |
| XVe         | 21 juin 2017    | 21 juin 2022   | Jean-René Cazeneuve | LREM            | |
| XVIe        | 22 juin 2022    | 9 juin 2024    | Jean-René Cazeneuve | LREM            | Mandat écourté à la suite d'une dissolution parlementaire décidée par Emmanuel Macron.                                                                                      |
| XVIIe       | 8 juillet 2024  | En cours       | Jean-René Cazeneuve | RE              | |

## Historique des élections

### Élections de 1958
| Candidat       | Candidat           | Parti          | Premier tour | Premier tour | Second tour | Second tour |  |
| Candidat       | Candidat           | Parti          | Voix         | %            | Voix        | %           |  |
| -------------- | ------------------ | -------------- | ------------ | ------------ | ----------- | ----------- |  |
|                | Patrice Brocas élu | Radsoc         | 15 527       | 39,60        | 17 518      | 43,57       |  |
|                | Pierre Popie       | Modérés        | 9 466        | 24,14        | 9 596       | 23,87       |  |
|                | Henri Tournan      | SFIO           | 7 536        | 19,22        | 6 739       | 16,76       |  |
|                | Edmond Castera     | PCF            | 6 685        | 17,05        | 6 350       | 15,79       |  |
|                |                    |                |              |              |             |             |  |
| Inscrits       | Inscrits           | Inscrits       | 59 156       | 100,00       | 59 216      | 100,00      |  |
| Abstentions    | Abstentions        | Abstentions    | 11 940       | 20,18        | 12 314      | 20,8        |  |
| Votants        | Votants            | Votants        | 47 216       | 79,82        | 46 902      | 79,2        |  |
| Blancs et nuls | Blancs et nuls     | Blancs et nuls | 8 002        | 16,95        | 6 699       | 14,28       |  |
| Exprimés       | Exprimés           | Exprimés       | 39 214       | 83,05        | 40 203      | 85,72       |  |

Le suppléant de Patrice Brocas était Robert Dauzère, propriétaire-exploitant, conseiller général du canton d'Auch-Nord, maire de Roquelaure.
Maître Pierre Popie (1930-1961), avocat à Alger, a été assassiné le 24 janvier 1961 par l'OAS.

### Élections de 1962
| Candidat       | Candidat               | Parti          | Premier tour | Premier tour | Second tour | Second tour |  |
| Candidat       | Candidat               | Parti          | Voix         | %            | Voix        | %           |  |
| -------------- | ---------------------- | -------------- | ------------ | ------------ | ----------- | ----------- |  |
|                | Patrice Brocas sortant | Radsoc         | 11 929       | 33,72        | 16 526      | 40,79       |  |
|                | Paul Vignaux élu       | SFIO           | 8 686        | 24,55        | 18 152      | 44,81       |  |
|                | Marius Campistron      | UNR-UDT        | 7 052        | 19,93        | 5 833       | 14,4        |  |
|                | Edmond Castera         | PCF            | 6 967        | 19,69        | Retrait     | Retrait     |  |
|                | Pierre Dubor           | UFF            | 747          | 2,11         |             |             |  |
|                |                        |                |              |              |             |             |  |
| Inscrits       | Inscrits               | Inscrits       | 59 110       | 100,00       | 59 108      | 100,00      |  |
| Abstentions    | Abstentions            | Abstentions    | 22 478       | 38,03        | 17 642      | 29,85       |  |
| Votants        | Votants                | Votants        | 36 632       | 61,97        | 41 466      | 70,15       |  |
| Blancs et nuls | Blancs et nuls         | Blancs et nuls | 1 251        | 3,42         | 955         | 2,3         |  |
| Exprimés       | Exprimés               | Exprimés       | 35 381       | 96,58        | 40 511      | 97,7        |  |

Le suppléant de Paul Vignaux était Edmond Dutilh, médecin, conseiller général du canton de Miélan.

### Élections de mars 1967
| Candidat       | Candidat                   | Parti          | Premier tour | Premier tour | Second tour | Second tour |  |
| Candidat       | Candidat                   | Parti          | Voix         | %            | Voix        | %           |  |
| -------------- | -------------------------- | -------------- | ------------ | ------------ | ----------- | ----------- |  |
|                | Patrice Brocas             | CD (PDM)       | 15 547       | 33,89        | 22 951      | 48,68       |  |
|                | Paul Vignaux sortant réélu | FGDS (SFIO)    | 14 302       | 31,17        | 24 197      | 51,32       |  |
|                | Jean-Louis Quéreillahc     | UD-Ve          | 8 181        | 17,83        | Retrait     | Retrait     |  |
|                | Augustin Pujol             | PCF            | 7 849        | 17,11        | Retrait     | Retrait     |  |
|                |                            |                |              |              |             |             |  |
| Inscrits       | Inscrits                   | Inscrits       | 60 073       | 100,00       | 60 063      | 100,00      |  |
| Abstentions    | Abstentions                | Abstentions    | 13 097       | 21,8         | 11 446      | 19,06       |  |
| Votants        | Votants                    | Votants        | 46 976       | 78,2         | 48 617      | 80,94       |  |
| Blancs et nuls | Blancs et nuls             | Blancs et nuls | 1 097        | 2,34         | 1 469       | 3,02        |  |
| Exprimés       | Exprimés                   | Exprimés       | 45 879       | 97,66        | 47 148      | 96,98       |  |

Le suppléant de Paul Vignaux était Edmond Dutilh.

### Élections partielles de septembre 1967
L'élection de mars 1967 avait été annulée,.
| | Paul Vignaux sortant réélu | FGDS (SFIO)             | 23 742 | 57,99  |  |  |  |
| | Patrice Brocas             | CD                      | 17 203 | 42,01  |  |  |  |
| | Gaston Miélet              | DIV-Gaulliste de gauche | 0      | 0      |  |  |  |
| | Léopold Duran              | RI                      | 0      | 0      |  |  |  |
| |                            |                         |        |        |  |  |  |
| Inscrits | Inscrits                   | Inscrits                | 59 978 | 100,00 |  |  |  |
| Abstentions | Abstentions                | Abstentions             | 17 557 | 29,27  |  |  |  |
| Votants | Votants                    | Votants                 | 42 421 | 70,73  |  |  |  |
| Blancs et nuls | Blancs et nuls             | Blancs et nuls          | 1 476  | 3,48   |  |  |  |
| Exprimés | Exprimés                   | Exprimés                | 40 945 | 96,52  |  |  |  |
| Source : France, Ministère de l'intérieur. Les Elections législatives . Métropole., la Documentation française, 1968 (lire en ligne) |                            |                         |        |        |  |  |  |

MM. Miélet et Duran n'avaient pas déposé de bulletins dans les bureaux de vote.

### Élections de 1968
| Candidat       | Candidat                   | Parti          | Premier tour | Premier tour | Second tour | Second tour |  |
| Candidat       | Candidat                   | Parti          | Voix         | %            | Voix        | %           |  |
| -------------- | -------------------------- | -------------- | ------------ | ------------ | ----------- | ----------- |  |
|                | Paul Vignaux sortant réélu | FGDS (SFIO)    | 16 079       | 35,85        | 24 176      | 52,85       |  |
|                | Jean-Louis Quéreillahc     | UDR (URP)      | 12 597       | 28,09        | 21 572      | 47,15       |  |
|                | Robert Dauzère             | CD (PDM)       | 10 102       | 22,53        | Retrait     | Retrait     |  |
|                | Augustin Pujol             | PCF            | 6 067        | 13,53        | Retrait     | Retrait     |  |
|                |                            |                |              |              |             |             |  |
| Inscrits       | Inscrits                   | Inscrits       | 59 548       | 100,00       | 59 510      | 100,00      |  |
| Abstentions    | Abstentions                | Abstentions    | 13 844       | 23,25        | 12 472      | 20,96       |  |
| Votants        | Votants                    | Votants        | 45 704       | 76,75        | 47 038      | 79,04       |  |
| Blancs et nuls | Blancs et nuls             | Blancs et nuls | 859          | 1,88         | 1 290       | 2,74        |  |
| Exprimés       | Exprimés                   | Exprimés       | 44 845       | 98,12        | 45 748      | 97,26       |  |

Le suppléant de Paul Vignaux était Edmond Dutilh.

### Élections de 1973
| Candidat       | Candidat         | Parti          | Premier tour | Premier tour | Second tour | Second tour |  |
| Candidat       | Candidat         | Parti          | Voix         | %            | Voix        | %           |  |
| -------------- | ---------------- | -------------- | ------------ | ------------ | ----------- | ----------- |  |
|                | Jean Dours       | URP            | 19 794       | 40,91        | 25 472      | 49,06       |  |
|                | Jean Laborde élu | PS (UGSD)      | 16 198       | 33,48        | 26 448      | 50,94       |  |
|                | Joseph Lamothe   | PCF            | 7 851        | 16,23        | Retrait     | Retrait     |  |
|                | Charles Gauthier | CD (MR)        | 3 312        | 6,84         |             |             |  |
|                | Gilbert Mozas    | Divers droite  | 1 232        | 2,55         |             |             |  |
|                |                  |                |              |              |             |             |  |
| Inscrits       | Inscrits         | Inscrits       | 61 479       | 100,00       | 61 472      | 100,00      |  |
| Abstentions    | Abstentions      | Abstentions    | 12 104       | 19,69        | 8 713       | 14,17       |  |
| Votants        | Votants          | Votants        | 49 375       | 80,31        | 52 759      | 85,83       |  |
| Blancs et nuls | Blancs et nuls   | Blancs et nuls | 988          | 2            | 839         | 1,59        |  |
| Exprimés       | Exprimés         | Exprimés       | 48 387       | 98           | 51 920      | 98,41       |  |

Le suppléant de Jean Laborde était Pierre Duffort, vétérinaire à Mirande.

### Élections de 1978
| Candidat       | Candidat                   | Parti             | Premier tour | Premier tour | Second tour | Second tour |  |
| Candidat       | Candidat                   | Parti             | Voix         | %            | Voix        | %           |  |
| -------------- | -------------------------- | ----------------- | ------------ | ------------ | ----------- | ----------- |  |
|                | Jean Laborde sortant réélu | PS                | 22 173       | 39,94        | 33 920      | 59,42       |  |
|                | Jacques Brussiau           | RPR               | 10 571       | 19,04        | 23 167      | 40,58       |  |
|                | Joseph Lamothe             | PCF               | 9 333        | 16,81        | Retrait     | Retrait     |  |
|                | Micheline Lavogez          | UDF (PR)          | 9 055        | 16,31        | Retrait     | Retrait     |  |
|                | A. Dumont                  | Divers écologiste | 2 266        | 4,08         |             |             |  |
|                | Jean-Pierre Massenet       | PFN               | 1 253        | 2,26         |             |             |  |
|                | Pilar Espanol              | LO                | 869          | 1,57         |             |             |  |
|                |                            |                   |              |              |             |             |  |
| Inscrits       | Inscrits                   | Inscrits          | 68 525       | 100,00       | 68 510      | 100,00      |  |
| Abstentions    | Abstentions                | Abstentions       | 11 712       | 17,09        | 10 074      | 14,7        |  |
| Votants        | Votants                    | Votants           | 56 813       | 82,91        | 58 436      | 85,3        |  |
| Blancs et nuls | Blancs et nuls             | Blancs et nuls    | 1 293        | 2,28         | 1 349       | 2,31        |  |
| Exprimés       | Exprimés                   | Exprimés          | 55 520       | 97,72        | 57 087      | 97,69       |  |

Le suppléant de Jean Laborde était Jean-Jacques Lassave, agriculteur, maire de Lombez.

### Élections de 1981
|                | Jean Laborde sortant réélu | PS             | 26 381 | 53,84  |  |  |  |
|                | Henri Thomas               | UDF (CDS)      | 14 126 | 28,83  |  |  |  |
|                | Joseph Lamothe             | PCF            | 6 706  | 13,69  |  |  |  |
|                | Florence Vaqué             | PFN            | 1 788  | 3,65   |  |  |  |
|                |                            |                |        |        |  |  |  |
| Inscrits       | Inscrits                   | Inscrits       | 69 730 | 100,00 |  |  |  |
| Abstentions    | Abstentions                | Abstentions    | 19 917 | 28,56  |  |  |  |
| Votants        | Votants                    | Votants        | 49 813 | 71,44  |  |  |  |
| Blancs et nuls | Blancs et nuls             | Blancs et nuls | 812    | 1,63   |  |  |  |
| Exprimés       | Exprimés                   | Exprimés       | 49 001 | 98,37  |  |  |  |

Le suppléant de Jean Laborde était Jean-Jacques Lassave.

### Élections de 1988
|                | Jean Laborde sortant réélu | PS             | 25 837 | 53,19  |  |  |  |
|                | Jacques Brussiau           | RPR (URC)      | 14 767 | 30,4   |  |  |  |
|                | Joseph Lamothe             | PCF            | 4 584  | 9,44   |  |  |  |
|                | François Pelletan          | FN             | 3 037  | 6,25   |  |  |  |
|                | Yvette Lemercier           | POE            | 346    | 0,71   |  |  |  |
|                |                            |                |        |        |  |  |  |
| Inscrits       | Inscrits                   | Inscrits       | 71 918 | 100,00 |  |  |  |
| Abstentions    | Abstentions                | Abstentions    | 22 184 | 30,85  |  |  |  |
| Votants        | Votants                    | Votants        | 49 734 | 69,15  |  |  |  |
| Blancs et nuls | Blancs et nuls             | Blancs et nuls | 1 163  | 2,34   |  |  |  |
| Exprimés       | Exprimés                   | Exprimés       | 48 571 | 97,66  |  |  |  |

### Élections de 1993
| Candidat       | Candidat            | Parti          | Premier tour | Premier tour | Second tour | Second tour |  |
| Candidat       | Candidat            | Parti          | Voix         | %            | Voix        | %           |  |
| -------------- | ------------------- | -------------- | ------------ | ------------ | ----------- | ----------- |  |
|                | Yves Rispat élu     | RPR            | 14 974       | 31,26        | 25 963      | 53,1        |  |
|                | Claude Desbons      | PS (ADFP)      | 12 254       | 25,59        | 22 930      | 46,9        |  |
|                | André Daguin        | UDF (PR)       | 8 131        | 16,98        |             |             |  |
|                | Gérard Lacaze       | PCF            | 3 886        | 8,11         |             |             |  |
|                | Jacques Guareschi   | FN             | 3 187        | 6,65         |             |             |  |
|                | Jacques Rousseau    | GÉ (EÉ)        | 2 617        | 5,46         |             |             |  |
|                | Marie-Joëlle Aubril | LT-LNÉ         | 1 456        | 3,04         |             |             |  |
|                | Jean-Loup Thomazo   | UDI            | 1 145        | 2,39         |             |             |  |
|                | Paul Blanchard      | Divers         | 245          | 0,51         |             |             |  |
|                |                     |                |              |              |             |             |  |
| Inscrits       | Inscrits            | Inscrits       | 71 472       | 100,00       | 71 471      | 100,00      |  |
| Abstentions    | Abstentions         | Abstentions    | 19 960       | 27,93        | 18 606      | 26,03       |  |
| Votants        | Votants             | Votants        | 51 512       | 72,07        | 52 865      | 73,97       |  |
| Blancs et nuls | Blancs et nuls      | Blancs et nuls | 3 617        | 7,02         | 3 972       | 7,51        |  |
| Exprimés       | Exprimés            | Exprimés       | 47 895       | 92,98        | 48 893      | 92,49       |  |

Le suppléant d'Yves Rispat était Jacques Brussiau, agriculteur, conseiller régional, conseiller général du canton d'Auch-Nord-Ouest, conseiller municipal d'Auch.

### Élections de 1997
| Candidat       | Candidat                | Parti          | Premier tour | Premier tour | Second tour | Second tour |  |
| Candidat       | Candidat                | Parti          | Voix         | %            | Voix        | %           |  |
| -------------- | ----------------------- | -------------- | ------------ | ------------ | ----------- | ----------- |  |
|                | Claude Desbons élu      | PS             | 17 856       | 37,69        | 28 822      | 55,82       |  |
|                | Yves Rispat sortant     | RPR            | 15 866       | 33,49        | 22 808      | 44,18       |  |
|                | Colette Bassac          | PCF            | 3 771        | 7,96         |             |             |  |
|                | François Pelletan       | FN             | 3 750        | 7,92         |             |             |  |
|                | Henri Chavarot          | Les Verts      | 2 042        | 4,31         |             |             |  |
|                | Christian Fabre         | LDI (MPF)      | 1 500        | 3,17         |             |             |  |
|                | Jean Falco              | SÉGA           | 770          | 1,63         |             |             |  |
|                | Alain Cheymol           | US4J           | 662          | 1,4          |             |             |  |
|                | Thierry Dupin           | PT             | 531          | 1,12         |             |             |  |
|                | Claude-Philippe Brocard | GÉ             | 325          | 0,69         |             |             |  |
|                | Jean-Paul Gouteux       | IR             | 217          | 0,46         |             |             |  |
|                | Joseph Cohen            | PLN            | 82           | 0,17         |             |             |  |
|                |                         |                |              |              |             |             |  |
| Inscrits       | Inscrits                | Inscrits       | 69 744       | 100,00       | 69 704      | 100,00      |  |
| Abstentions    | Abstentions             | Abstentions    | 19 339       | 27,73        | 15 140      | 21,72       |  |
| Votants        | Votants                 | Votants        | 50 405       | 72,27        | 54 564      | 78,28       |  |
| Blancs et nuls | Blancs et nuls          | Blancs et nuls | 3 033        | 6,02         | 2 934       | 5,38        |  |
| Exprimés       | Exprimés                | Exprimés       | 47 372       | 93,98        | 51 630      | 94,62       |  |

Le suppléant de Claude Desbons est Jean-Pierre Pujol, maire de Nogaro. Claude Desbons est décédé le 24 septembre 2001. Son suppléant Jean-Pierre Pujol le remplace du 25 septembre 2001 au 18 juin 2002.

### Élections de 2002
| Candidat       | Candidat                      | Parti          | Premier tour | Premier tour | Second tour | Second tour |  |
| Candidat       | Candidat                      | Parti          | Voix         | %            | Voix        | %           |  |
| -------------- | ----------------------------- | -------------- | ------------ | ------------ | ----------- | ----------- |  |
|                | Philippe Martin élu           | PS             | 19 444       | 40,25        | 26 191      | 56,37       |  |
|                | Geneviève Broussy             | UMP            | 10 736       | 22,22        | 20 272      | 43,63       |  |
|                | Alain Duffourg                | UDF            | 6 650        | 13,77        |             |             |  |
|                | Roger L'Her                   | FN             | 3 241        | 6,71         |             |             |  |
|                | Colette Bassac                | PCF            | 1 928        | 3,99         |             |             |  |
|                | Ginette Dupuy                 | CPNT           | 1 337        | 2,77         |             |             |  |
|                | Marie Bordessoule             | Extrême droite | 1 157        | 2,39         |             |             |  |
|                | Janine Lasserre               | LCR            | 930          | 1,93         |             |             |  |
|                | Évelyne Nybelen               | Les Verts      | 874          | 1,81         |             |             |  |
|                | Jean Falco                    | Extrême gauche | 652          | 1,35         |             |             |  |
|                | Sabine Protat                 | MPF            | 449          | 0,93         |             |             |  |
|                | Michel Picard                 | LO             | 362          | 0,75         |             |             |  |
|                | Simone Arnaude                | GÉ             | 255          | 0,53         |             |             |  |
|                | Marie-France Van Der Cruyssen | MNR            | 254          | 0,53         |             |             |  |
|                | Henri Castères                | Divers         | 40           | 0,08         |             |             |  |
|                |                               |                |              |              |             |             |  |
| Inscrits       | Inscrits                      | Inscrits       | 70 237       | 100,00       | 70 216      | 100,00      |  |
| Abstentions    | Abstentions                   | Abstentions    | 20 477       | 29,15        | 21 526      | 30,66       |  |
| Votants        | Votants                       | Votants        | 49 760       | 70,85        | 48 690      | 69,34       |  |
| Blancs et nuls | Blancs et nuls                | Blancs et nuls | 1 451        | 2,92         | 2 227       | 4,57        |  |
| Exprimés       | Exprimés                      | Exprimés       | 48 309       | 97,08        | 46 463      | 95,43       |  |

Le suppléant de Philippe Martin était Jean-Pierre Pujol, député sortant.

### Élections de 2007
| Candidat       | Candidat                      | Parti          | Premier tour | Premier tour | Second tour | Second tour |  |
| Candidat       | Candidat                      | Parti          | Voix         | %            | Voix        | %           |  |
| -------------- | ----------------------------- | -------------- | ------------ | ------------ | ----------- | ----------- |  |
|                | Philippe Martin sortant réélu | PS             | 19 912       | 42,18        | 28 285      | 58,89       |  |
|                | Anne-Marie Mouchet            | UMP            | 14 829       | 31,41        | 19 746      | 41,11       |  |
|                | Daniel Gesta                  | UDF–MoDem      | 4 591        | 9,72         |             |             |  |
|                | Maurice Salles                | PCF            | 1 860        | 3,94         |             |             |  |
|                | Micheline Gennesson           | FN             | 1 207        | 2,56         |             |             |  |
|                | Fatma Adda                    | Les Verts      | 1 123        | 2,38         |             |             |  |
|                | Marc Carponcy                 | LCR            | 920          | 1,95         |             |             |  |
|                | Marie-Catherine de Lamaestre  | MPF            | 794          | 1,68         |             |             |  |
|                | Jean Falco                    | SÉGA           | 728          | 1,54         |             |             |  |
|                | Renée Collgros                | GÉ             | 394          | 0,83         |             |             |  |
|                | Jean Clercmidy                | Divers         | 285          | 0,6          |             |             |  |
|                | Clotilde Barthélemy           | LO             | 238          | 0,5          |             |             |  |
|                | Douce de Franclieu            | AL             | 180          | 0,38         |             |             |  |
|                | Jean-Jacques Flambard         | NC             | 151          | 0,32         |             |             |  |
|                |                               |                |              |              |             |             |  |
| Inscrits       | Inscrits                      | Inscrits       | 72 235       | 100,00       | 72 219      | 100,00      |  |
| Abstentions    | Abstentions                   | Abstentions    | 23 766       | 32,9         | 22 534      | 31,2        |  |
| Votants        | Votants                       | Votants        | 48 469       | 67,1         | 49 685      | 68,8        |  |
| Blancs et nuls | Blancs et nuls                | Blancs et nuls | 1 257        | 2,59         | 1 654       | 3,33        |  |
| Exprimés       | Exprimés                      | Exprimés       | 47 212       | 97,41        | 48 031      | 96,67       |  |

Le suppléant de Philippe Martin était Jean-Pierre Pujol.

### Élections de 2012
|                | Philippe Martin sortant réélu | PS             | 23 651 | 52,36  |  |  |  |
|                | Douce de Franclieu            | UMP            | 9 453  | 20,93  |  |  |  |
|                | Marcelle Girot                | RBM (FN)       | 4 424  | 9,79   |  |  |  |
|                | Maryse Dellac                 | FG (PCF)       | 2 556  | 5,66   |  |  |  |
|                | Philippe Le Goanvic           | EÉLV           | 1 642  | 3,64   |  |  |  |
|                | Éliane Crepel                 | CpF (MoDem)    | 1 004  | 2,22   |  |  |  |
|                | Florence Giroir               | PRV            | 734    | 1,63   |  |  |  |
|                | Jean Falco                    | ALT (NPA, GA)  | 590    | 1,31   |  |  |  |
|                | Sylvie Cabella                | DLR            | 576    | 1,28   |  |  |  |
|                | Annie-Claude Prévot           | LFA (AÉI)      | 334    | 0,74   |  |  |  |
|                | Jean-Louis Chareton           | LO             | 204    | 0,45   |  |  |  |
|                |                               |                |        |        |  |  |  |
| Inscrits       | Inscrits                      | Inscrits       | 73 647 | 100,00 |  |  |  |
| Abstentions    | Abstentions                   | Abstentions    | 27 270 | 37,03  |  |  |  |
| Votants        | Votants                       | Votants        | 46 377 | 62,97  |  |  |  |
| Blancs et nuls | Blancs et nuls                | Blancs et nuls | 1 209  | 2,61   |  |  |  |
| Exprimés       | Exprimés                      | Exprimés       | 45 168 | 97,39  |  |  |  |

Le suppléant de Philippe Martin était Franck Montaugé, conseiller général du canton d'Auch-Sud-Ouest, maire d'Auch. Franck Montaugé remplaça Philippe Martin, nommé membre du gouvernement, du 3 août 2013 au 2 mai 2014.
Philippe Martin reprend ensuite son siège de député.

### Élections de  2017
|                                                                      |                                                                              |                           |                           |                          |                          |
|                                                                      |                                                                              | Premier tour 11 juin 2017 | Premier tour 11 juin 2017 | Second tour 18 juin 2017 | Second tour 18 juin 2017 |
|                                                                      |                                                                              |                           |                           |                          |                          |
|                                                                      |                                                                              | Nombre                    | % des inscrits            | Nombre                   | % des inscrits           |
| Inscrits                                                             | Inscrits                                                                     | 73 510                    | 100,00                    | 73 503                   | 100,00                   |
| Abstentions                                                          | Abstentions                                                                  | 30 685                    | 41,74                     | 35 926                   | 48,88                    |
| Votants                                                              | Votants                                                                      | 42 825                    | 58,26                     | 37 577                   | 51,12                    |
|                                                                      |                                                                              |                           | % des votants             |                          | % des votants            |
| Bulletins blancs                                                     | Bulletins blancs                                                             | 799                       | 1,87                      | 3 568                    | 9,50                     |
| Bulletins nuls                                                       | Bulletins nuls                                                               | 353                       | 0,82                      | 1 717                    | 4,57                     |
| Suffrages exprimés                                                   | Suffrages exprimés                                                           | 41 673                    | 97,31                     | 32 292                   | 85,94                    |
|                                                                      |                                                                              |                           |                           |                          |                          |
| Candidat Étiquette politique (partis et alliances)                   | Candidat Étiquette politique (partis et alliances)                           | Voix                      | % des exprimés            | Voix                     | % des exprimés           |
|                                                                      |                                                                              |                           |                           |                          |                          |
|                                                                      | Jean-René Cazeneuve La République en marche                                  | 13 749                    | 32,99                     | 19 133                   | 59,25                    |
|                                                                      | Francis Dupouey Parti socialiste (Parti radical de gauche)                   | 7 076                     | 16,98                     | 13 159                   | 40,75                    |
|                                                                      | Christophe Terrain Union des démocrates et indépendants (Les Républicains)   | 6 437                     | 15,45                     |                          |                          |
|                                                                      | Pascal Pénétro La France insoumise                                           | 5 186                     | 12,44                     |                          |                          |
|                                                                      | Nathalie Pierreisnard Front national                                         | 4 488                     | 10,77                     |                          |                          |
|                                                                      | Sylviane Baudois Europe Écologie Les Verts                                   | 1 675                     | 4,02                      |                          |                          |
|                                                                      | Romain Duport Divers (Mouvement 100 % - Libres et Indépendants pour le Gers) | 1 283                     | 3,08                      |                          |                          |
|                                                                      | Annabelle Skowronek Parti communiste français                                | 806                       | 1,93                      |                          |                          |
|                                                                      | Benoît Matharan Union populaire républicaine                                 | 545                       | 1,31                      |                          |                          |
|                                                                      | Jean-Louis Chareton Lutte ouvrière                                           | 263                       | 0,63                      |                          |                          |
|                                                                      | Vivien Perez Debout la France                                                | 165                       | 0,40                      |                          |                          |
| Source : Ministère de l'Intérieur - Première circonscription du Gers |                                                                              |                           |                           |                          |                          |

La suppléante de Jean-René Cazeneuve était Véronique Thieux-Louit, agricultrice, maire de Lupiac.

### Élections de 2022
| Résultats des élections législatives des 12 et 19 juin 2022 de la 1re circonscription du Gers |                          |                          |                          |              |              |             |             |
| Candidat                                                                                      | Candidat                 | Parti et coalition       | Nuance                   | Premier tour | Premier tour | Second tour | Second tour |
| Candidat                                                                                      | Candidat                 | Parti et coalition       | Nuance                   | Voix         | %            | Voix        | %           |
|                                                                                               | Jean-René Cazeneuve      | LREM (ENS)               | ENS                      | 12 648       | 31,49        | 18 822      | 52,51       |
|                                                                                               | Pascal Levieux           | LFI (NUPES)              | NUP                      | 10 219       | 25,44        | 17 025      | 47,49       |
|                                                                                               | Jean-Luc Yelma           | RN                       | RN                       | 8 202        | 20,42        |             |             |
|                                                                                               | Sylvie Theye             | PRG                      | RDG                      | 4 060        | 10,11        |             |             |
|                                                                                               | Aurore Cazes             | REC                      | REC                      | 1 971        | 4,91         |             |             |
|                                                                                               | Nadine Larré             | LMPA                     | ECO                      | 1 236        | 3,08         |             |             |
|                                                                                               | Jean-Luc Davezac         | BO                       | REG                      | 717          | 1,78         |             |             |
|                                                                                               | Maggy Olivier-Gomolko    | DLF (UPF)                | DSV                      | 681          | 1,70         |             |             |
|                                                                                               | Jean-Louis Chareton      | LO                       | DXG                      | 237          | 0,59         |             |             |
|                                                                                               | Bernadette Del Castillo  | PA                       | ECO                      | 199          | 0,50         |             |             |
| Votes valides                                                                                 | Votes valides            | Votes valides            | Votes valides            | 40 170       | 96,39        | 35 847      | 88.80       |
| Votes blancs                                                                                  | Votes blancs             | Votes blancs             | Votes blancs             | 1 067        | 2,56         | 3060        | 7.58        |
| Votes nuls                                                                                    | Votes nuls               | Votes nuls               | Votes nuls               | 439          | 1,05         | 1460        | 3.62        |
| Total                                                                                         | Total                    | Total                    | Total                    | 41 676       | 100          | 40 367      | 100         |
| Abstention                                                                                    | Abstention               | Abstention               | Abstention               | 32 134       | 43,54        | 33 441      | 45.31       |
| Inscrits / participation                                                                      | Inscrits / participation | Inscrits / participation | Inscrits / participation | 73 810       | 56,46        | 73 808      | 54.69       |

La suppléante de Jean-René Cazeneuve était Véronique Thieux-Louit.

### Élections de  2024
| Résultats des élections législatives des 30 juin et 7 juillet 2024 de la 1re circonscription du Gers |                          |                            |                          |              |              |             |             |
| Candidat                                                                                             | Candidat                 | Parti et coalition         | Nuance                   | Premier tour | Premier tour | Second tour | Second tour |
| Candidat                                                                                             | Candidat                 | Parti et coalition         | Nuance                   | Voix         | %            | Voix        | %           |
| | Jean-Luc Yelma           | Rassemblement national     | RN                       | 18 575       | 35,71        | 20 720      | 41,52       |
| | Jean-René Cazeneuve      | Renaissance (ENS)          | ENS                      | 16 072       | 30,90        | 29 185      | 58,48       |
| | Pascal Levieux           | La France insoumise (NFP)  | UG                       | 14 129       | 27,17        | Retrait     | Retrait     |
| | Alexis Boudaud Anduaga   | L’Écologie Autrement!      | ECO                      | 1 375        | 2,64         |             |             |
| | Ludovic Larré            | Mouvement pour les animaux | REG                      | 959          | 1,84         |             |             |
| | Aurore Cazes             | Reconquête                 | REC                      | 585          | 1,12         |             |             |
| | Jean-Louis Chareton      | Lutte ouvrière             | DXG                      | 296          | 0,57         |             |             |
| | Adrien Aymes             | Changement citoyen         | REG                      | 18           | 0,03         |             |             |
| Votes valides                                                                                        | Votes valides            | Votes valides              | Votes valides            | 52 009       | 96,03        | 49 905      | 92,39       |
| Votes blancs                                                                                         | Votes blancs             | Votes blancs               | Votes blancs             | 1 381        | 2,55         | 2 926       | 5,41        |
| Votes nuls                                                                                           | Votes nuls               | Votes nuls                 | Votes nuls               | 770          | 1,42         | 1 244       | 2,30        |
| Total                                                                                                | Total                    | Total                      | Total                    | 54 160       | 100          | 54 075      | 100         |
| Abstention                                                                                           | Abstention               | Abstention                 | Abstention               | 19 098       | 26,07        | 19 149      | 26,15       |
| Inscrits / participation                                                                             | Inscrits / participation | Inscrits / participation   | Inscrits / participation | 73 258       | 73,93        | 73 224      | 73,85       |

La suppléante de Jean-René Cazeneuve est Hélène Coomans, médecin généraliste, adjointe au maire de Riscle

#### Département du Gers
- La fiche de l'INSEE de cette circonscription : « Tableaux et Analyses de la première circonscription du Gers », sur insee.fr, site de l'Institut national de la statistique et des études économiques (consulté le 10 juin 2007) [PDF]

- « Tous les députés du département du Gers depuis 1789 » [archive du 28 septembre 2007], sur assemblee-nationale.fr, site de l'Assemblée nationale française (consulté le 10 juin 2007)

- « Informations contentieuses sur le département du Gers (Élections législatives de 2002) »(Archive.org • Wikiwix • Archive.is • Google • Que faire ?), sur conseil-constitutionnel.fr, site du Conseil constitutionnel (consulté le 13 juin 2007)

#### Circonscriptions en France
- « Carte des circonscriptions législatives en France », sur assemblee-nationale.fr, site de l'Assemblée nationale française (consulté le 10 juin 2007)

- « Résultats électoraux officiels en France »(Archive.org • Wikiwix • Archive.is • Google • Que faire ?), sur interieur.gouv.fr, site du Ministère de l'Intérieur (France) (consulté le 13 juin 2007)

- Description et Atlas des circonscriptions électorales de France sur http://www.atlaspol.com, Atlaspol, site de cartographie géopolitique, consulté le 13 juin 2007.